# Natricia lutea
Natricia lutea är en insektsart som beskrevs av Walker, F. 1871. Natricia lutea ingår i släktet Natricia och familjen vårtbitare. Inga underarter finns listade i Catalogue of Life.